# Nati 2 volte
Nati 2 volte è un film del 2019 diretto da Pierluigi Di Lallo, interpretato da Fabio Troiano e Euridice Axen.  È il secondo film del regista Di Lallo, dopo Ambo (2014).

## Trama
Nel 1989 la famiglia Di Tullio, lasciandosi alle spalle la cittadina di Foligno dalla mentalità retrograda e con una figlia adolescente di nome Teresa che vuole cambiare sesso, decide di trasferirsi a Milano, cercando una nuova vita in una grande città.
Dopo vent'anni Teresa è ormai Maurizio, lavora come infermiere a Milano e ha completato il processo di transizione sessuale. All'improvviso sua madre viene a mancare e Maurizio, nonostante sia nolente nell'affrontare il suo passato, si reca a Foligno per i funerali dove rivede il parroco del paese che lo ha sempre sostenuto e aiutato. Questi gli rivela che sua madre gli aveva lasciato l'intera eredità intestandola a Maurizio Di Tullio, una prova di affetto e di accettazione della natura di suo figlio che non fu mai condivisa da suo padre. Poiché in attesa dei suoi nuovi documenti, Maurizio è ufficialmente ancora Teresa, e non potendo procedere con le pratiche testamentarie, deve recarsi all'anagrafe del paese per accelerare l'invio dei nuovi documenti d'identità. Nel municipio scopre che vi lavora Giorgio, suo vecchio ragazzo, il quale, nonostante conviva con Paola, di fatto non ha mai dimenticato Teresa e non ha mai smesso di amarla, trascurando la relazione con la sua attuale compagna. Per non ferire Giorgio e per non attirare antipatie dagli abitanti della cittadina, Maurizio finge di essere il cugino di Teresa, rivelando la sua vera identità solo a Bernardo, collega di Giorgio all'anagrafe, ai fini dell'ottenimento dei documenti.
Un giorno, mentre è in macchina con Paola, Maurizio viene fermato dalla Polizia perché sorpreso con il cellulare alla guida, e rendendo alle agenti la sua patente ed il suo libretto, inevitabilmente svela la sua vera identità. La notizia si diffonde nel paese e Giorgio, sentitosi ferito nell'orgoglio, si rifiuta di aiutare Maurizio con i documenti e scappa di casa. Come se non bastasse, Maurizio viene ricattato da Bernardo in cambio di favori sessuali e, non cedendo a tali angherie, capisce che Giorgio è l'unico che lo può aiutare.
Dopo giorni di ricerche, Maurizio e Paola trovano Giorgio nel vecchio capanno dove da giovane aveva fatto l'amore con Teresa. Ormai capendo che la vita va avanti per tutti, Giorgio capisce l'errore e i tre si riappacificano. Allo stesso tempo Bernardo fa pace con la futura moglie Valeria che, avendo saputo delle avance del compagno a Maurizio, aveva deciso di annullare il matrimonio imminente.
Tre mesi dopo Maurizio è ufficialmente uomo e si ritrova a banchettare all'inaugurazione del nuovo agriturismo di Paola e Giorgio assieme a Bernardo, Valeria e il parroco, vivendo finalmente felice. Alla festa sopraggiunge una giovane donna, figlia di Maurizio e Giorgio.

## Produzione
Le riprese sono state effettuate a Foligno.

## Distribuzione
Il film è stato distribuito nelle sale italiane a partire dal 28 novembre 2019 da Zenit Distribution.

## Accoglienza
Il film ha ricevuto un punteggio di 3.8 su 5 sul sito Coming Soon.

## Incassi
In Italia, al Box Office, ha incassato nelle prime 2 settimane di programmazione 12700 euro e 7800 euro nel primo weekend.